# Діапазони Всесвітньої адміністративної радіоконференції
Діапазони Всесвітньої адміністративної радіоконференції (WARC) — три частини короткохвильового радіоспектру, які використовуються ліцензованими та/або сертифікованими радіоаматорами, які складаються з 30-метрового (10.100–10.150 МГц), 17-метрового (18,068–18,168 МГц) і 12-метрового (24,890–24,990 МГц) діапазонів.
Усі вони були названі на честь Всесвітньої адміністративної радіоконференції, яка у 1979 році створила всесвітній розподіл цих діапазонів для аматорського використання. Діапазони були відкриті для використання на початку 1980-х років. Завдяки відносно невеликій пропускній здатності у 100 кГц або менше, існує джентльменська угода про те, що діапазони WARC не можуть використовуватися для контестінгу. Цю угоду було кодифіковано в офіційних рекомендаціях, таких як IARU Region 1 HF Manager's Handbook, в якому зазначено: «Змагання не повинні проводитися на діапазонах 10, 18 і 24 МГц».
Радіоаматорам, які не беруть участь у змаганнях, під час проведення найбільших міжнародних змагань рекомендується використовувати вільні від змагань діапазони КВ (30, 17 і 12 м).

## План 12-метрового діапазону

### Регіон IARU 1[4]
| Клас ліцензії           | 24.890–24.915 | 24,915-24,925 | 24,925-24,929 | 24,929-24,931 | 24,931-24,940 | 24.940-24.990 |
| ----------------------- | ------------- | ------------- | ------------- | ------------- | ------------- | ------------- |
| Діє з 1 січня 2008 року |               |               |               |               |               |               |

### Регіон IARU 2[5]
| Клас ліцензії           | 24.890–24.915 | 24,915-24,925 | 24,925-24,929 | 24,929-24,931 | 24,931-24,940 | 24.940-24.990 |
| ----------------------- | ------------- | ------------- | ------------- | ------------- | ------------- | ------------- |
| Діє з 1 січня 2008 року |               |               |               |               |               |               |

### Регіон IARU 3[6]
| Клас ліцензії   | 24.890–24.920 | 24,920-24,9295 | 24,9295-24,9305 | 24.940-24.990 |
| --------------- | ------------- | -------------- | --------------- | ------------- |
| Діє з 2009 року |               |                |                 |               |

## План 17-метрового діапазону

### Регіон IARU 1
| Клас ліцензії           | 18.068-18.095 | 18.095-18.105 | 18.105-18.109 | 18.109-18.111 | 18.111-18.120 | 18.120-18.168 |
| ----------------------- | ------------- | ------------- | ------------- | ------------- | ------------- | ------------- |
| Діє з 1 січня 2008 року |               |               |               |               |               |               |

### Регіон IARU 2
| Клас ліцензії           | 18.068-18.095 | 18.095-18.105 | 18.105-18.109 | 18.109-18.111 | 18.111-18.120 | 18.120-18.168 |
| ----------------------- | ------------- | ------------- | ------------- | ------------- | ------------- | ------------- |
| Діє з 1 січня 2008 року |               |               |               |               |               |               |

### Регіон IARU 3
| Клас ліцензії   | 18.068-18.095 | 18.095-18.105 | 18.105-18.1095 | 18.1095-18.1105 | 18.1105-18.168 |
| --------------- | ------------- | ------------- | -------------- | --------------- | -------------- |
| Діє з 2009 року |               |               |                |                 |                |

## План 30-метрового діапазону

### Регіон IARU 1
| Клас ліцензії            | 10.100-10.130 | 10,130-10,150 |
| ------------------------ | ------------- | ------------- |
| Діє з 1 червня 2016 року |               |               |

У більшості країн світу 30-метровий діапазон зазвичай не можна використовувати для «телефонного» (голосового) зв’язку. SSB може використовуватися під час надзвичайних ситуацій, що стосуються безпосередньої безпеки життя та майна, і лише станціями, які фактично беруть участь у обробці аварійного трафіку.
Однак частині регіону 1 дозволено користуватися телефоном у певний час. Сегмент діапазону від 10.120 до 10.140 може використовуватися лише для передачі SSB в районі Африки на південь від екватора протягом місцевих денних годин.

### Регіон IARU 2
| Клас ліцензії           | 10.100-10.130 | 10.130-10.140 | 10,140-10,150 |
| ----------------------- | ------------- | ------------- | ------------- |
| Діє з 1 січня 2008 року |               |               |               |

#### Сполучені Штати
| Клас ліцензії             | 10.100-10.150 |
| ------------------------- | ------------- |
| Ext., Adv., Gen. (200 Вт) |               |

США (Регіон 2) обмежує потужність випромінювання до 200 Вт на цьому діапазоні.

### Регіон IARU 3
| Клас ліцензії   | 10.100-10.140 | 10,140-10,150 |
| --------------- | ------------- | ------------- |
| Діє з 2009 року |               |               |

## Легенда
|  | = Лише CW                                                          |
|  | = CW, вузькосмуговий цифровий (<= 500 Гц)                          |
|  | = CW, вузькосмуговий цифровий (<= 500 Гц), станції без нагляду     |
|  | = CW, вузькосмуговий цифровий (<= 500 Гц), широкосмуговий цифровий |
|  | = Маяки                                                            |
|  | = CW, телефон                                                      |
|  | = Усі режими, станції без нагляду                                  |
|  | = Усі режими, крім телефону                                        |
|  | = Лише цифрові режими                                              |
|  | = Лише телефон                                                     |
|  | = Лише телебачення                                                 |
|  | = Усі режими                                                       |

## Дивіться також
- Аматорські радіочастотні розподіли
- Міжнародний союз електрозв'язку
- Всесвітня конференція радіозв'язку
- Федеральна комісія зв'язку
- Ofcom